# عائشة تليرماك
عائشة تليرماك (بالتركية: Ayça Telırmak)‏ ( ولدت في عام 1956 في مدينة إسطنبول و توفيت في 7 يونيو عام 2008 في مدينة إسطنبول ) ممثلة سينمائية و مسرحية ، و صحفية و مغنية.
عقب إنهاء عائشة تليرماك تعليمها بقسم المسرح بالمعهد الموسيقي ببلدية إسطنبول قد تخرجت من الكلية العليا للنشر و الصحافة بجامعة معمار سنان. و في عام 1978 دخلت عائشة تليرماك في هيئة موظفي المسرح المدني. وعملت عائشة تليرماك لفترة ما في مجموعة المجلة بصحيفة الحرية. وفي عام 1980 وقفت عائشة تليرماك أعمالها المسرحية و التمثيلية لفترة مؤقتة وذلك بسبب الصحافة و تعلمها للغة في ألمانيا. وعقب عملها لفترة ما في هذا المجال عادت إلى تركيا وشاركت في مجموعة ممثلي المدينة في عام 1984.
وفي عام 1986 عادت عائشة تليرماك لمسارح المدينة مرة أخرى. ومثلت في بعض الأفلام بجانب تمثيلها المسرحي. وقد قامت بأعمال غنائية. و تُعرف الفنانة بإسم مستعار وهو «مارين» ولكن عُثر عليها متوفية في منزلها التي عاشت به. وعقب صلاة العصر التي أقُيمت في مسجد بورصة الجديدة قد دفُنت عائشة تليرماك في مقبرة كوزلو.

## بعضالمسرحياتالتي مثلت بها
•	بستان الكرز
•	النبي الأفريقي
•	Ayrangeven
•	علي اسم الآخرون
•	مرض الحب
•	وجوه بشرية من بلدي
•	السيدت في القمة
•	منزل برناردا ألبا
•	العم فانيا
•	ماري سيتورات
•	السيدات السلفانية
•	أريد حفيداً
•	السيدات ، الحرب ، الكوميديا
•	وجوه النار
•	جلجامش
•	السيدات في القمة
•	هاملت ( مساعد مخرج )

## فيلموغرافيا

### مسيرتها الفنية
•	فيما حول السمك الصغير
•	مسافري الحلم – عام 1992
•	حكاية خريف – عام 1994
•	حياة منهدمة
•	فرع الزيتون